# Julie D Vaillancourt
 (décembre 2022).
Si vous disposez d'ouvrages ou d'articles de référence ou si vous connaissez des sites web de qualité traitant du thème abordé ici, merci de compléter l'article en donnant les références utiles à sa vérifiabilité et en les liant à la section « Notes et références ».
 (décembre 2022).
La mise en forme du texte ne suit pas les recommandations de Wikipédia : il faut le « wikifier ».
Les points d'amélioration suivants sont les cas les plus fréquents :
- Les titres sont pré-formatés par le logiciel. Ils ne sont ni en capitales, ni en gras.
- Le texte ne doit pas être écrit en capitales (les noms de famille non plus), ni en gras, ni en italique, ni en « petit »…
- Le gras n'est utilisé que pour surligner le titre de l'article dans l'introduction, une seule fois.
- L'italique est rarement utilisé : mots en langue étrangère, titres d'œuvres, noms de bateaux, etc.
- Les citations ne sont pas en italique mais en corps de texte normal. Elles sont entourées par des guillemets français : « et ».
- Les listes à puces sont à éviter, des paragraphes rédigés étant largement préférés. Les tableaux sont à réserver à la présentation de données structurées (résultats, etc.).
- Les appels de note de bas de page (petits chiffres en exposant, introduits par l'outil «  Source ») sont à placer entre la fin de phrase et le point final[comme ça].
- Les liens internes (vers d'autres articles de Wikipédia) sont à choisir avec parcimonie. Créez des liens vers des articles approfondissant le sujet. Les termes génériques sans rapport avec le sujet sont à éviter, ainsi que les répétitions de liens vers un même terme.
- Les liens externes sont à placer uniquement dans une section « Liens externes », à la fin de l'article. Ces liens sont à choisir avec parcimonie suivant les règles définies. Si un lien sert de source à l'article, son insertion dans le texte est à faire par les notes de bas de page.
- La présentation des références doit suivre les conventions bibliographiques. Il est recommandé d'utiliser les modèles {{Ouvrage}}, {{Chapitre}}, {{Article}}, {{Lien web}} et/ou {{Bibliographie}}. Le mode d'édition visuel peut mettre en forme automatiquement les références.
- Insérer une infobox (cadre d'informations à droite) n'est pas obligatoire pour parachever la mise en page.

Pour une aide détaillée, merci de consulter Aide:Wikification.
Si vous pensez que ces points ont été résolus, vous pouvez retirer ce bandeau et améliorer la mise en forme d'un autre article.
Julie D Vaillancourt est une artiste de l'Abitibi-Témiscamingue qui fit plusieurs expositions à travers le Québec. Elle est née à Taschereau le 26 avril 1923 et a déménagé à Rouyn dans sa jeunesse où elle a passé le reste de sa vie.

## Biographie
Julie D Vaillancourt naît à Taschereau, au Québec en 1923. Vers trois ans, elle déménage à Rouyn où elle fera ses études qu'elle terminera par un cours commercial.
En 1946, elle se marie avec Simon Vaillancourt et change son nom de fille, Dubreuil pour celui de son mari. Elle devient en 1964 veuve et déménage de la ville vers la campagne.
Elle explique à Stéphanie Pinard lors d'un entrevue qu'elle a toujours dessiné mais que « À l'époque, c’était difficile de penser en faire son métier. C’était plutôt considéré comme un plaisir, un passe-temps. » Elle devint donc secrétaire jusqu'à ce qu'en 1956 elle prenne ses premiers cours de peinture et de dessin à la Guilde d'art de Noranda.
Elle devient membre de la Northern Ontario Art Association (N.O.A.A.) de 1959 jusqu'en 1978 bien qu'elle soit la seule françophone du groupe. Entre 1959 et 1973, à l'exception de deux expositions, elle a toujours eu une ou plusieurs de ses œuvres sélectionnées à chacune des expositions bisannuelles organisées par la N.O.A.A. Lors d'une entrevue avec Daniel Lejeune pour La Frontière elle explique la façon de procéder du groupe : « À l’époque, on nous invitait dans une petite salle du motel Windsor. Là, plus d’une quarantaine d’artistes présentaient leurs œuvres et un jury de 3 personnes sélectionnait ce qui serait présenté en exposition pour la N.O.A.A. »
Durant toutes ces années en tant qu'artiste, elle explore divers médiums tels que la peinture à l'huile, l'aquarelle, le fusain, la plume ainsi que l'encre. Elle découvre l'encre lors d'un stage aux ateliers Trilium, à Haliburton, en Ontario, stage donné par Maxime Masterfields.
De plus, elle enseigne la peinture pendant 5 ans avant d'arrêter puisqu'elle trouvait qu'elle manquait de temps pour explorer différentes techniques d'art. Durant ces années, elle offre des cours de dessin et de peinture aux professeurs d'arts plastiques de l'école La Source de Rouyn-Noranda. Elle en offre également aux adolescents de la Noranda high school et aux artistes adultes de la guilde d'art et d'artisanat de Noranda.

## Expositions et autres réalisations

### Expositions individuelles
- 2014, Impulsions créatives : fait en 2 ans, 22 tableaux, au centre d’expositions de Rouyn-Noranda, Abitibi-Témiscamingue[3],[4]

- 2011, Les oiseaux : La fontaine des art, Rouyn-Noranda, Abitibi-Témiscamingue

- 1997, Un monde coloré : 29 œuvres, au centre d’exposition d’Amos, Abitibi-Témiscamingue[5]

- 1996, Encre et dessins, La chaumière aux marguerites, Val-David, Laurentides
- 1995, Fusion des couleurs, Salle Noranda, Au centre d’exposition de Rouyn-Noranda, Abitibi-Témiscamingue
- 1993, Des poupées de vie et d’amour, Abitibi-Témiscamingue[6]
- 1989, Salle de bal du Château Frontenac, Québec
- 1986, Cégep de L’Abitibi-Témiscamingue, Rouyn-Noranda, Abitibi-Témiscamingue[7]
- 1981, La caisse d’entraide économique, Rouyn-Noranda, Abitibi-Témiscamingue
- 1977-78, Exposition à la maison des arts de la sauvegarde de Montréal, Québec
- 1972-1974, Exposition à la Banque Royale de Rouyn, Abitibi-Témiscamingue[8]

### Expositions collectives et autres réalisations
- 2010, 6 centres d’exposition de Rouyn-Noranda lui consacrent une exposition rétrospective sous le commissariat de Louis Brien[9]
- 1997, Œuvres «Modèle d’antan» illustre la couverture du livre La tête des eaux de Denys Chabot.
- 1990, 14 de ses œuvres sont sélectionnées par l’association des conseils des médecins, dentistes et pharmaciens du Québec qui sont remises aux conférenciers lors du congrès annuel[10].
- 1981, Reportage, Reflets d’un pays, sur Radio-Canada[10]
- 1974, Sélectionne trois œuvres pour une exposition à l’International Gallery of New York[3]
- 1963, Peinture d’une fresque sur la paroisse de l’église Sainte-Bernadette, Rouyn-Noranda, Abitibi-Témiscamingue
- 1956-1978, Expositions bisannuelles de la N.O.A.A. -à l’exception de trois années- Abitibi-Témiscamingue

## Honneurs
- 1977, Mention honorable de la N.O.A.A.[11]
- 1976, 1er prix de la N.O.A.A.[11]
- 1974 et 1975, 1e prix et mention honorable de la N.O.A.A.[11]
- 1969, Mention honorable de la N.O.A.A.[11]
- 1967, 1er et 3e prix, Exposition régionale de l’Ouest du Québec[5]
- 1966, Les lettres de la N.O.A.A.[12]
- 1966, 1er prix Hughes-Owens, Exposition régionale de l’Ouest du Québec[1]
- 1965, Grand prix et 2 fois 1er prix Hughes-Owens, Exposition régionale de l’Ouest du Québec[1],[11]
- 1961, Grand prix, Exposition régionale de l’Ouest du Québec[1]
- 1960, 2e prix, Exposition régionale de l’Ouest du Québec[1]

## Référence
1. 1 2 3 4 5 6 7  Stéphanie Pinard, « La peinture... c'est mon élixir de jeunesse », L'Écho Abitibien,‎ 23 avril 1997.
2. ↑  Murielle Berrouard, Julie Vaillancourt ou l'art de poursuivre l'oeuvre de la nature, Femmes sans frontière, mai 1979.
3. 1 2  Marie-Hélène Paquin, « À 90 ans, elle peint comme au premier jour », Le Citoyen,‎ 17 décembre 2014.
4. ↑  Yves Prévost, Le rouge et le noir, version aquarelle, Indice Bohémien, 27 janvier 2015, p.4.
5. 1 2  Stéphanie Pinard, « Des couleurs au bout des doigts pour un onde coloré », L'Écho Abitibien,‎ 23 avril 1997.
6. ↑  Christine Lessard, Au royaume des poupées, 1993.
7. ↑  Le talent de Jules Vaillancourt, Journal du Nord-Ouest, 23 novembre 1974, p.14.
8. ↑  B-G A, « Julie Vaillancourt expose à la banque Royale, à Noranda », La Frontière,‎ 5 janvier 1972, p. 50.
9. ↑  « Impulsions créative », sur Musée d'art de Rouyn-Noranda, 2014.
10. 1 2  « Julie Vaillancourt-La Tornade », sur Musée d'art de Rouyn-Noranda, 11 décembre 2020.
11. 1 2 3 4 5  Le peintre Julie Vaillancourt présente ses plus beaux tableaux du 18 au 30 septembre prochain, La Frontière, 12 septembre 1979, p.85.
12. ↑  Patrick Poitras, Des couleurs à bout de doigt.